# Jugodisk
Jugodisk je srbska glasbena založba, ki ima sedež v Beogradu.

## Zgodovina
Založba Jugodisk je nastala leta 1968 v takratni SR Srbiji v SFR Jugoslaviji.
Leta 2003 je bila založba na dražbi prodana Nenadu Kaporju in od takrat deluje kot delniška družba.
Založbe Jugodisk ne smemo zamenjevati z istoimensko založbo Jugodisk, ki je nastala v 50. letih dvajsetega stoletja in je izdajala vinilne plošče na 78 obratih z jugoslovansko ljudsko in popularno glasbo, vendar je kmalu prenehala z delovanjem.

## Izvajalci
Nekateri izvajalci, ki so imeli sklenjeno pogodbo z Jugodiskom:
- Aleksandar Makedonski
- Alisa
- Badmingtons
- Balkan
- Haris Džinović
- Griva
- Jutro
- Srđan Marjanović
- Martin Krpan
- Radomir Mihajlović Točak
- Oktobar 1864
- Hanka Paldum
- Partibrejkers
- Rok Mašina
- Slomljena Stakla
- Sunshine
- Šaban Šaulić
- Tunel
- U Škripcu
- Hari Varešanović

Tako kot ostale jugoslovanske glasbene založbe, je tudi založba Jugodisk imela licence za izdajanje del tujih izvajalcev, kot so: The Animals, Bad Manners, Shirley Bassey, The Beat, George Benson, Black Sabbath, Johnny Cash, The Fall, Gerry & the Pacemakers, Eddy Grant, Bill Haley & His Comets, Roy Harper, Jimmy Page, The Kinks, Matchbox, The Moody Blues, Willie Nelson, The Alan Parsons Project, Dolly Parton, Wilson Pickett, Iggy Pop, Chris Rea, Stray Cats, Toyah, Wishbone Ash in The Yardbirds.

## Konkurenti
Največje konkurentske založbe iz bivše Jugoslavije so bile beograjska PGP RTB, zagrebški Jugoton in Suzy, sarajevska Diskoton in ljubljanska založba ZKP RTV Ljubljana.